# 1–5 Park Gate

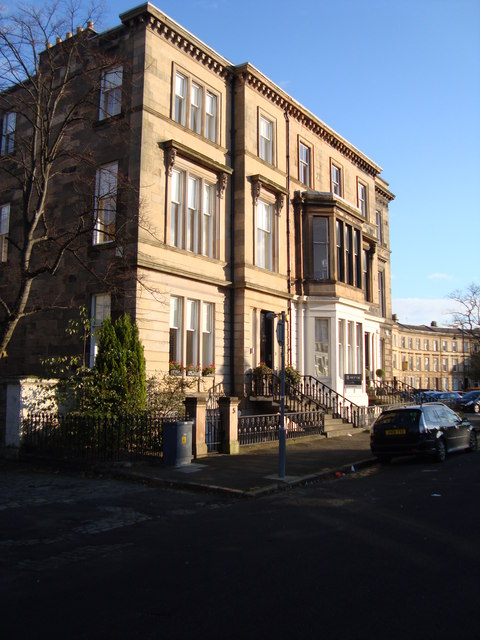
1–5 Park Gate

Unter der Adresse 1–5 Park Gate in der schottischen Stadt Glasgow befinden sich Wohngebäude. 1970 wurden sie als Einzeldenkmal in die schottischen Denkmallisten in der höchsten Denkmalkategorie A aufgenommen. Des Weiteren sind die Gebäude Teil eines Denkmalensembles der Kategorie A.

## Beschreibung
Die Gebäude wurden zwischen 1855 und 1859 erbaut. Für den Entwurf zeichnet der schottische Architekt Charles Wilson verantwortlich.
Die dreistöckigen Gebäude mit Mansardgeschoss befinden sich im Park District. Sie bilden den westlichen Abschluss des Park Circus mit der geschwungenen Häuserzeile 1–29 Park Circus und flankieren die Straße beidseitig. Das Mauerwerk entlang der Frontfassaden besteht aus polierten Steinquadern und ist im Bereich des Erdgeschosses rustiziert. Es treten mehrstöckige, abgekantete Ausluchten heraus. Es sind teils Drillingsfenster verbaut, die teils von profilierten Gesimsen auf Kragsteinen verdacht sind. An dem einzeln auf der Südseite befindlichen Gebäude Nr. 4 ist zusätzlich das Eingangsportal dergestalt verdacht. Auskragende Kranzgesimse schließen die Fassaden ab. Die Dächer sind mit Schiefer eingedeckt.